# Ембріофіти
Ембріофіти (Embryophyta) або наземні рослини — найвідоміший таксон царства рослин. У повсякденному житті ембріофіти інколи називають просто рослинами, на відміну від решти зелених рослин, відомих як зелені водорості, які, проте, не складають одного таксона. Ембріофіти відносять до відділу (типу) Streptophyta та його підгрупи Streptophytina. Вони включають дерева, квіткові рослини, папороті, мохи та всі інші сухопутні рослини. Всі вони — багатоклітинні ядерні організми із спеціалізованими органами розмноження. З кількома винятками, ембріофіти отримують необхідну енергію через фотосинтез (тобто через поглинання світла) і синтезують живильні речовини з вуглекислоти. Ембріофіти можливо відрізнити від багатоклітинних зелених водоростей, які теж використовують фотосинтез, тим що вони мають стерильну тканину в органах розмноження. До того ж, ембріофіти перш за все пристосовані для життя на суші, хоча деякі види пізніше повернулися до водного навколишнього середовища, звідси і назва наземні рослини.
Ембріофіти розвинулися з складних зелених водоростей протягом палеозойської ери. Їх найближчі сучасні родичі — харові водорості (Charales). Ці рослини характеризуються чергуванням між гаплоїдними і диплоїдними поколіннями (відповідно гаметофіти і спорофіти). У перших ембріофітах, проте, спорофіти стали зовсім іншим за структурою і функцією, залишаючись невеликими і залежними від материнського організму протягом всього свого короткого життя. Такі рослини неофіційно називають «бріофіти» s. l. та поділяють на три сучасні групи відділів:
- — Антоцеротоподібні, антоцеротофіти (Anthocerotophyta)
- — Мохи, бріофіти (Bryophyta)
- — Печіночники, маршанціофіти (Marchantiophyta)

Всі згадані вище мохоподібні відносно малих розмірів і звичайно обмежені вологими умовами середовища, тому що вони залежать від води для проходження статевого процесу. Інші рослини, краще пристосовані до наземних умов, з'явилися протягом силурійського періоду. Упродовж девонського періоду вони стали різноманітними і поширилися у наземних умовах. Судинні рослини (Tracheophyta) мають судини або трахеїди, які транспортують воду через тіло, і зовнішній шар або кутикулу, яка чинить опір висиханню. У більшості судинних рослин спорофіти є домінуючим поколінням і розвивають листя, стебла і коріння, тоді як гаметофіти залишаються малими.
Багато судинних рослин, проте, все ще розмножуються за допомогою спор. Вони включають такі сучасні групи:
- Плауноподібні (Lycopodiophyta)
- Moniliformopses (хвощі та папороті)

Інша група, яка з'явилася наприкінці палеозойської ери, розмножується за допомогою насіння — капсул, стійких до висушування. Ця група відповідно називається Насінні рослини (Spermatophyta). У цих формах гаметофіт дуже малий, тоді як спорофіт починає своє життя у насінині. Насіння деяких рослин може вижити в надзвичайно сухих умовах, на відміну від їх більш прив'язаних до води попередників.
Насінні рослини включають такі сучасні групи:
- Хвойні (Coniferophyta)
- Гінкгоподібні (Ginkgophyta)
- Саговникоподібні (Cycadophyta)
- Гнетоподібні (Gnetophyta)
- Покритонасінні (Magnoliophyta)

Перші чотири групи інколи називають голонасінними (раніше їх об'єднували до одного таксона), тому що ембріональний спорофіт не оточується оболонкою до запилення. На відміну від них, пилку покритонасінних (або квіткових) рослин доводиться виростити трубку, щоб проникнути крізь оболонку сімені. Покритонасінні розвинулися з голонасінних протягом юрського періоду, а потім швидко розповсюдилися протягом крейдяного. Вони — домінуюча група рослин майже в усіх наземних біомах сьогодні.
Слід відзначити, що класифікація рослин зазнає значних змін. Деякі автори обмежують царство рослин тільки ембріофітами, інші надають їм різні імена і ранги. Групи, перелічені в цій статті часто класифікують як різні ранги, від відділів до класів.
На мікроскопічному рівні клітини ембріофітів залишаються дуже подібними до клітин зелених водоростей. Вони — еукаріоти, з клітинною стінкою, складеною з целюлози, і пластидами, які оточені двома мембранами. Пластиди зазвичай приймають форму хлоропластів, які проводять фотосинтез і накопичують живильні речовини у формі крохмалю, містять пігменти хлорофіл a і b, які загалом надають їм яскравого зеленого кольору. Ембріофіти також загалом мають збільшену центральну вакуоль або тонопласт, яка підтримує клітину і утримує всю рослину жорсткою. Вони не мають джгутиків і центріолей в усіх клітинах окрім статевих.

## Цікаві факти
- У всіх наземних рослин, від кульбаби до секвоядендрона, співвідношення маси надземної частини до маси коренів однакове. До такого висновку дійшов американський ботанік Карл Ніклас, після обробки великої кількості даних по масі пагогів і коренів у різних рослин.[1][2]